# Eugène van Outryve d'Ydewalle
Pour les autres membres de la famille, voir Famille van Outryve d'Ydewalle.
Le chevalier Eugène Edouard Charles Bernard van Outryve d'Ydewalle, né à Bruges le 15 juin 1830 et mort à Bruges le 6 février 1901, est un homme politique belge.

## Biographie
Il est le frère de Charles van Outryve d'Ydewalle, le gendre de Jules de Serret et l'ancêtre de la reine Mathilde de Belgique.
- Président du Conseil provincial de Flandre-Occidentale (1869-1876)
- Bourgmestre de Ruddervoorde (1872-1901)
- Membre de la Chambre des représentants de Belgique par l'arrondissement de Bruges (1876-1884)
- Membre du Sénat belge (1885-1892, 1894-1900)

## Sources
- Le Parlement belge, 1831-1894, p. 588.
- P. Van Molle, Het Belgisch parlement, p. 359.